# 雍和宮

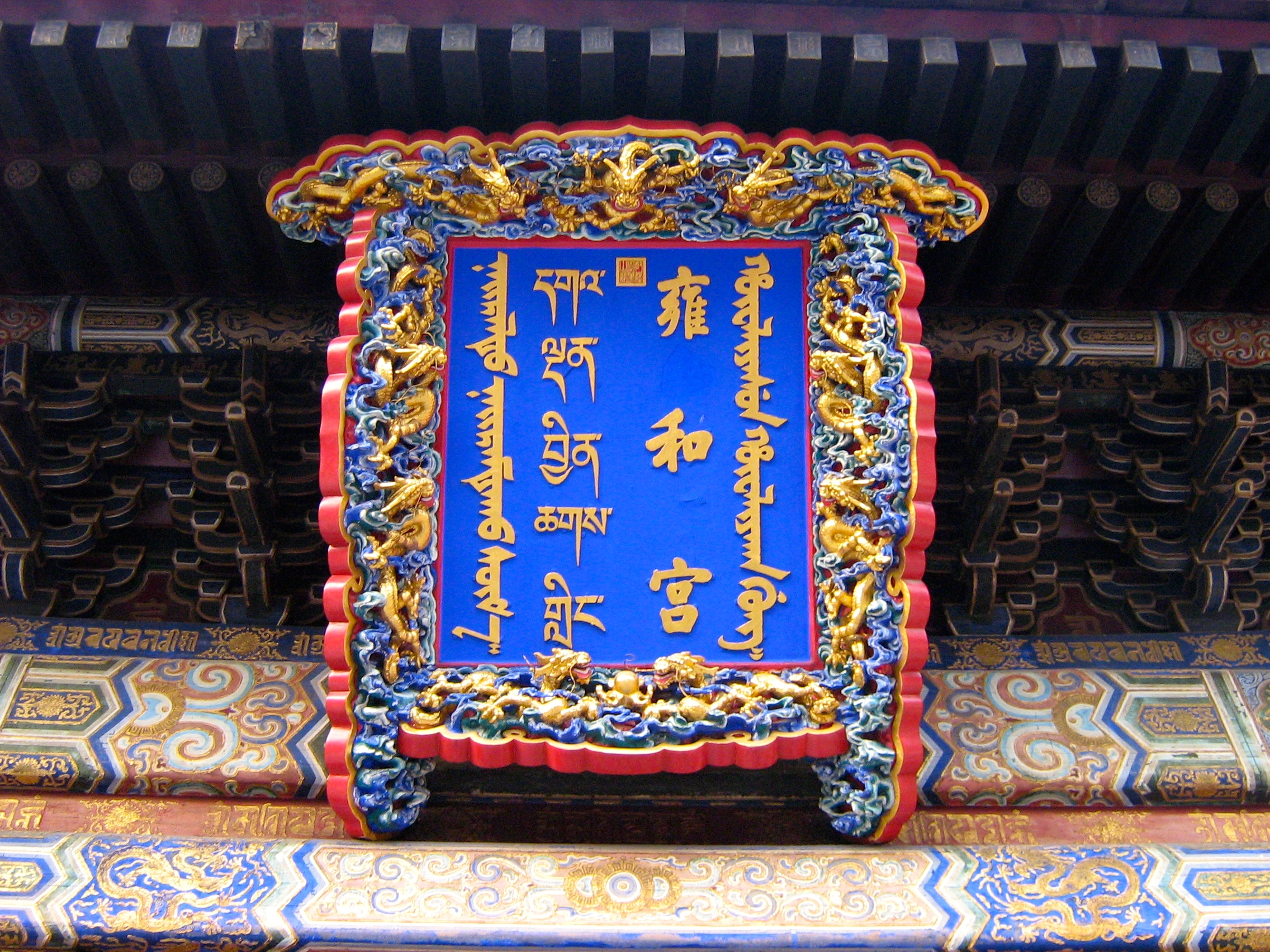
清代に掲げられた雍和宮の扁額。漢字のほか、モンゴル文字、チベット文字及び満洲文字などでも寺の名が書かれている。

雍和宮（ようわきゅう、拼音: Yōng hé gōng、満洲語：ᡥᡡᠸᠠᠯᡳᠶᠠᠰᡠᠨ
ᡥᡡᠸᠠᠯᡳᠶᠠᡴᠠ
ᡤᡠᠩ、転写：hūwaliyasun hūwaliyaka gung）は、中華人民共和国北京市東城区にある北京最大のチベット仏教の寺院。

## 沿革
清の康熙33年（1694年）、皇子時代の雍正帝の居館として建築された。雍正帝が雍親王に封じられていたことから、即位前は「雍王府」と呼ばれていた。康熙50年（1711年）には後の乾隆帝が雍王府内で誕生している。雍正帝即位後の雍正3年（1725年）には宮殿に昇格。
雍正帝の死後、皇帝の旧居を他人の住居とするのははばかられたこともあり、清が北京を首都と定めて百年目の乾隆9年（1744年）に寄進されて寺院となった。

## 伽藍
（南から、年は創建）
- 昭泰門(genggiyen elhe duka)[1]
  - 鼓楼[1]／ 鐘楼[1]
  - 西碑亭 ／ 東碑亭
- 雍和門殿[1]：1496年。弥勒仏像、四天王像
  - 講義殿[1]（1744年） ／ 密教殿[1]（1744年）
  - 時輪殿（1744年） ／ 薬師殿（1744年）
- 雍和宮殿[1]：1496年。羅漢像
- 永佑殿(enteheme kalmaha diyan)：1694年。無量寿仏像、薬師仏像、獅吼仏像
  - 西配殿：釈迦牟尼仏、八大菩薩像 ／ 東配殿：大威徳明王、四天像
- 法輪殿(ging ni kurdun be forgošobure diyan)：1744年。文殊菩薩像
  - 戒台楼（1780年） ／ 班禅楼（1780年）
  - 大威徳明王楼（1744年） ／ 昭仏楼（1694年）
- 万福閣(tumen hūturi asari)：1748年。弥勒大仏
  - 延綏閣（1748年） ／ 永康閣（1748年）
- 綏成殿(toktobuha mutebuhe diyan)：1744年。古代インドの僧侶像
  - 西順山楼（1744年） ／ 東順山楼（1744年）

## アクセス
- 北京地下鉄2号線と5号線の雍和宮駅

## ギャラリー

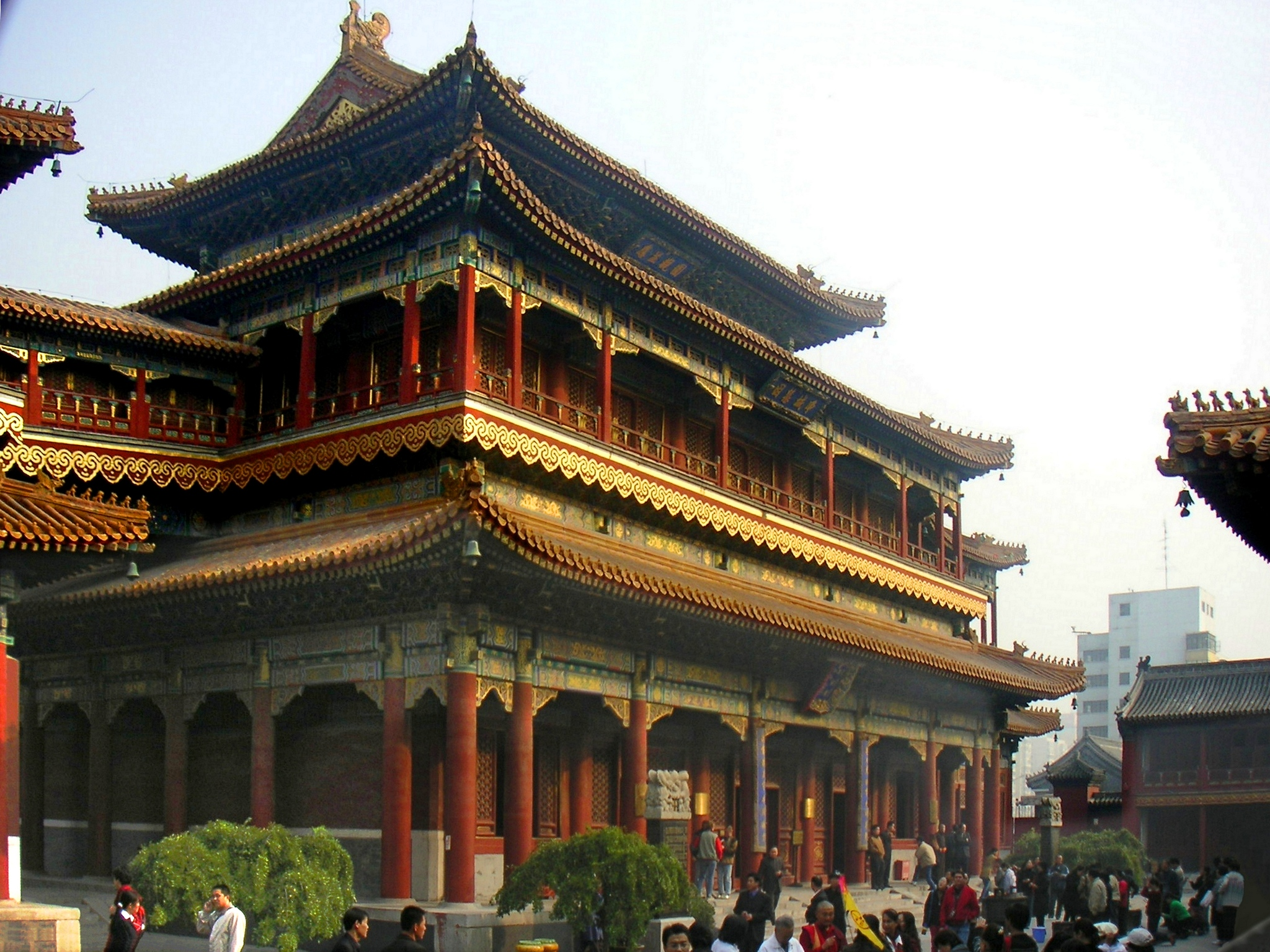
万福閣（モンゴル語： チベット語： 漢語：萬福閣/万福阁, Wànfúgé、満洲語：ᡨᡠ᠋ᠮᡝᠨ ᡥᡡᡨᡠ᠋ᡵᡳ ᠠᠰᠠᡵᡳ, tumen hūturi asari）
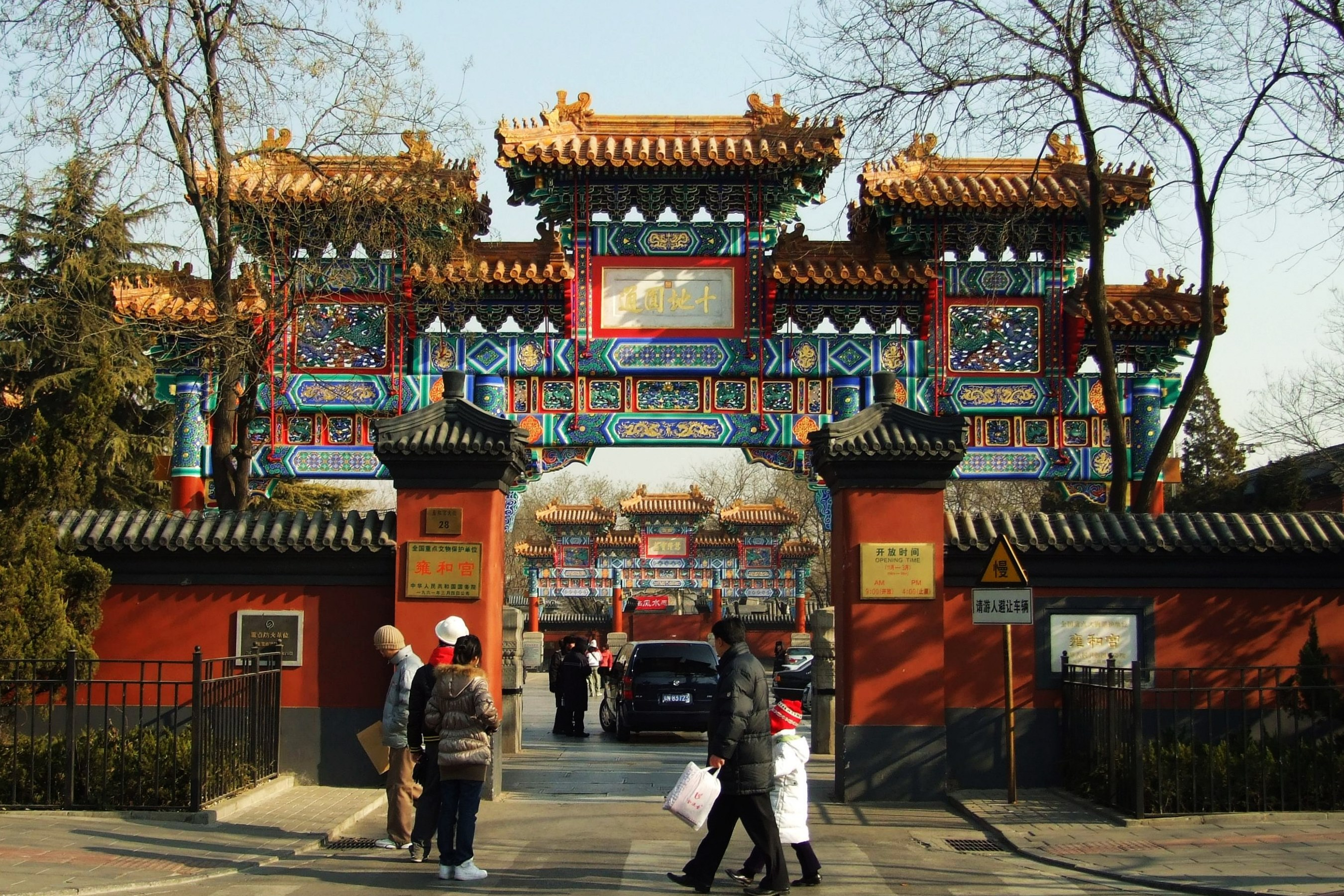
牌楼
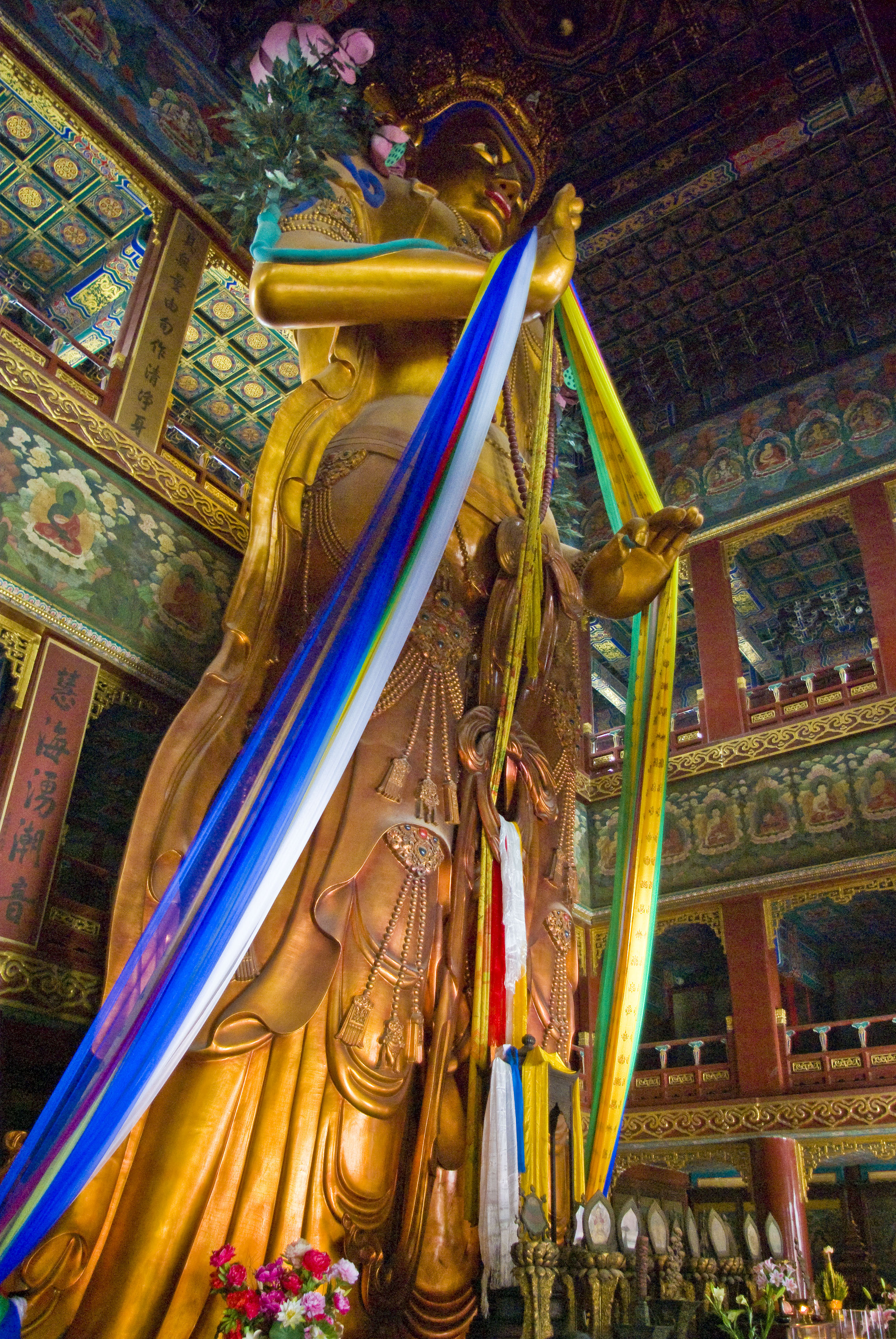
弥勒菩薩像
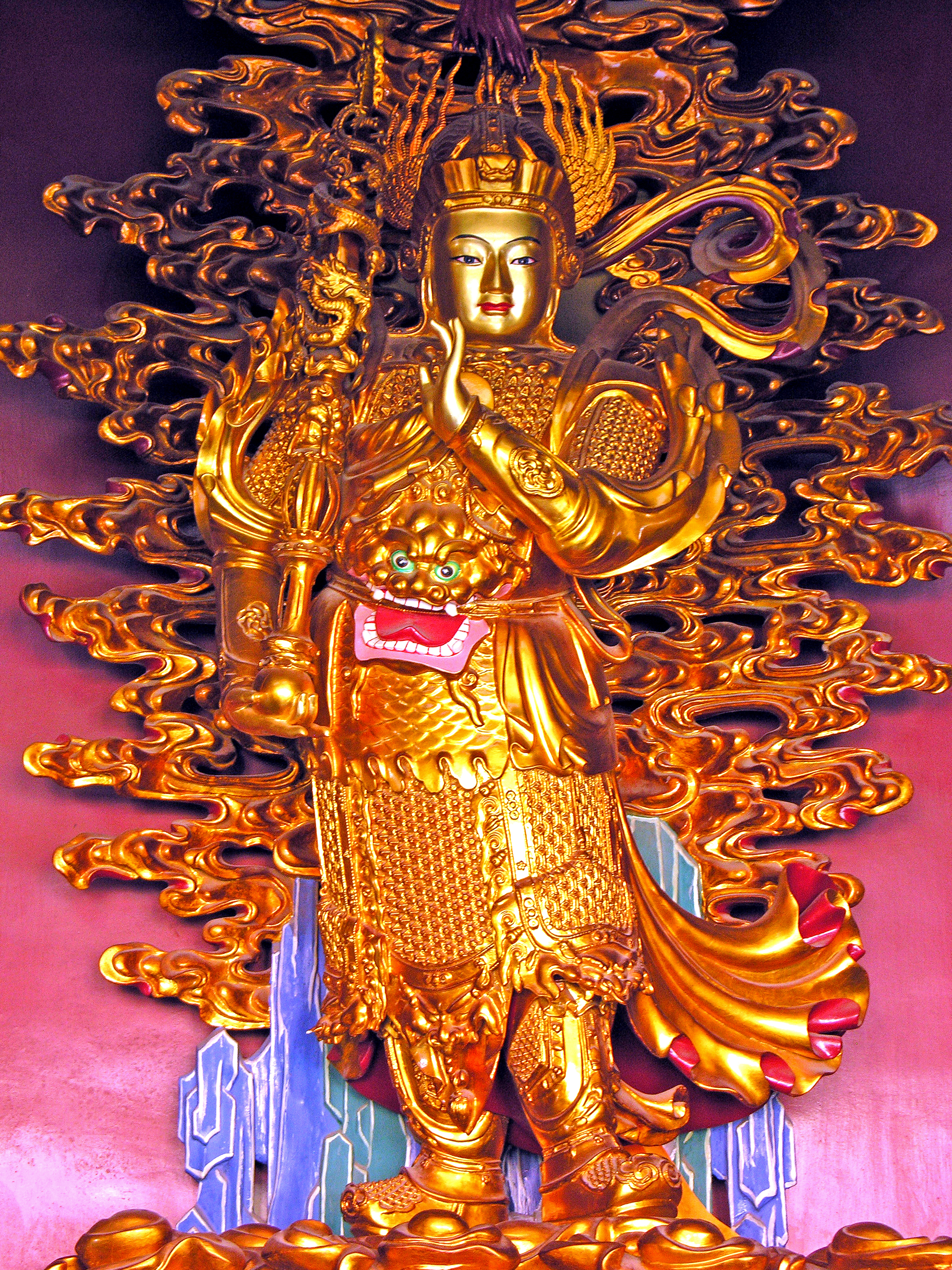
韋駄天像
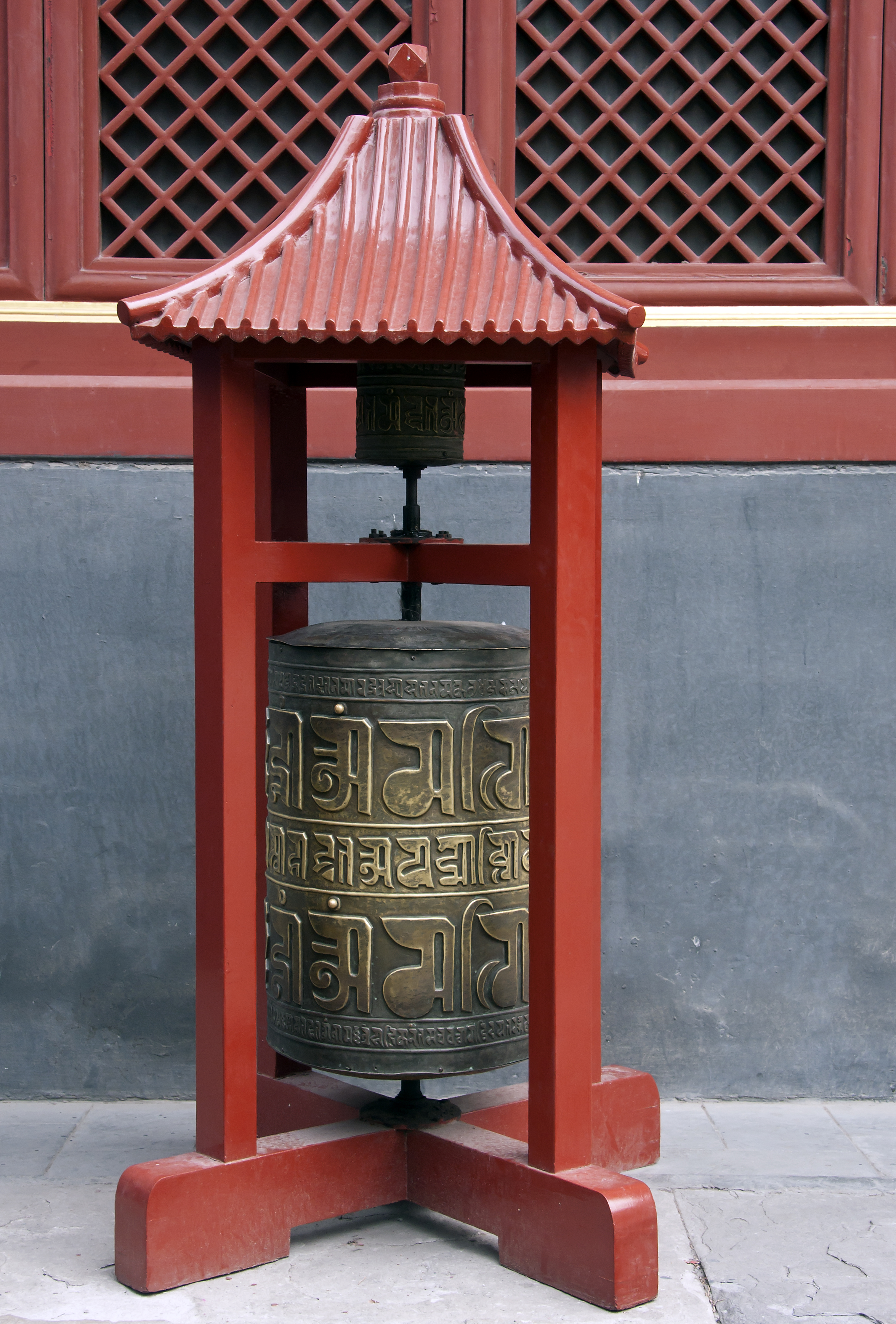
マニ車
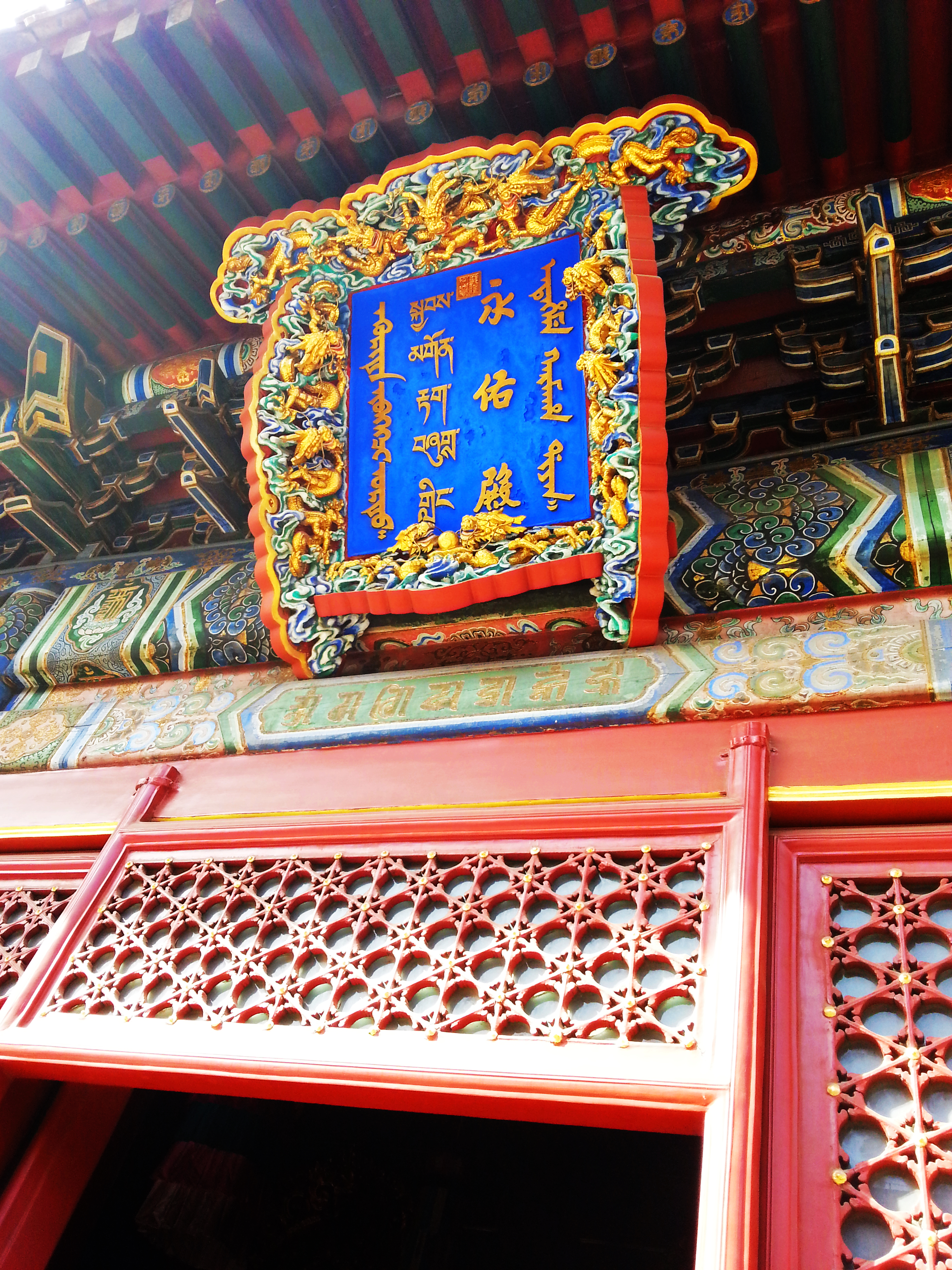
永佑殿扁額（モンゴル語： チベット語： 漢語：永佑殿, Yǒngyòudiàn、満洲語：ᡝᠨ᠋ᡨᡝ᠋ᡥᡝᠮᡝ ᡴᠠᡵᠮᠠᡥᠠ ᡩᡳᠶᠠᠨ, enteheme karmaha diyan）
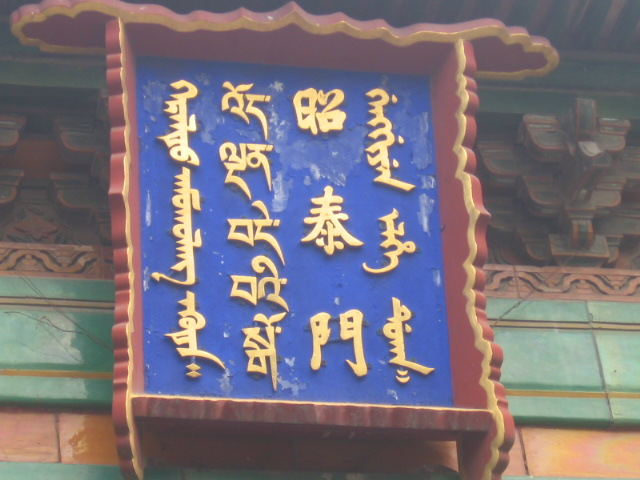
昭泰門扁額 （モンゴル語： チベット語： 漢語：昭泰門/昭泰门, Zhāotàimén、満洲語：ᡤᡝᠩᡤᡳᠶᡝᠨ ᡝᠯᡥᡝ ᡩ᠋ᡠ᠋ᡴᠠ, genggiyen elhe duka）
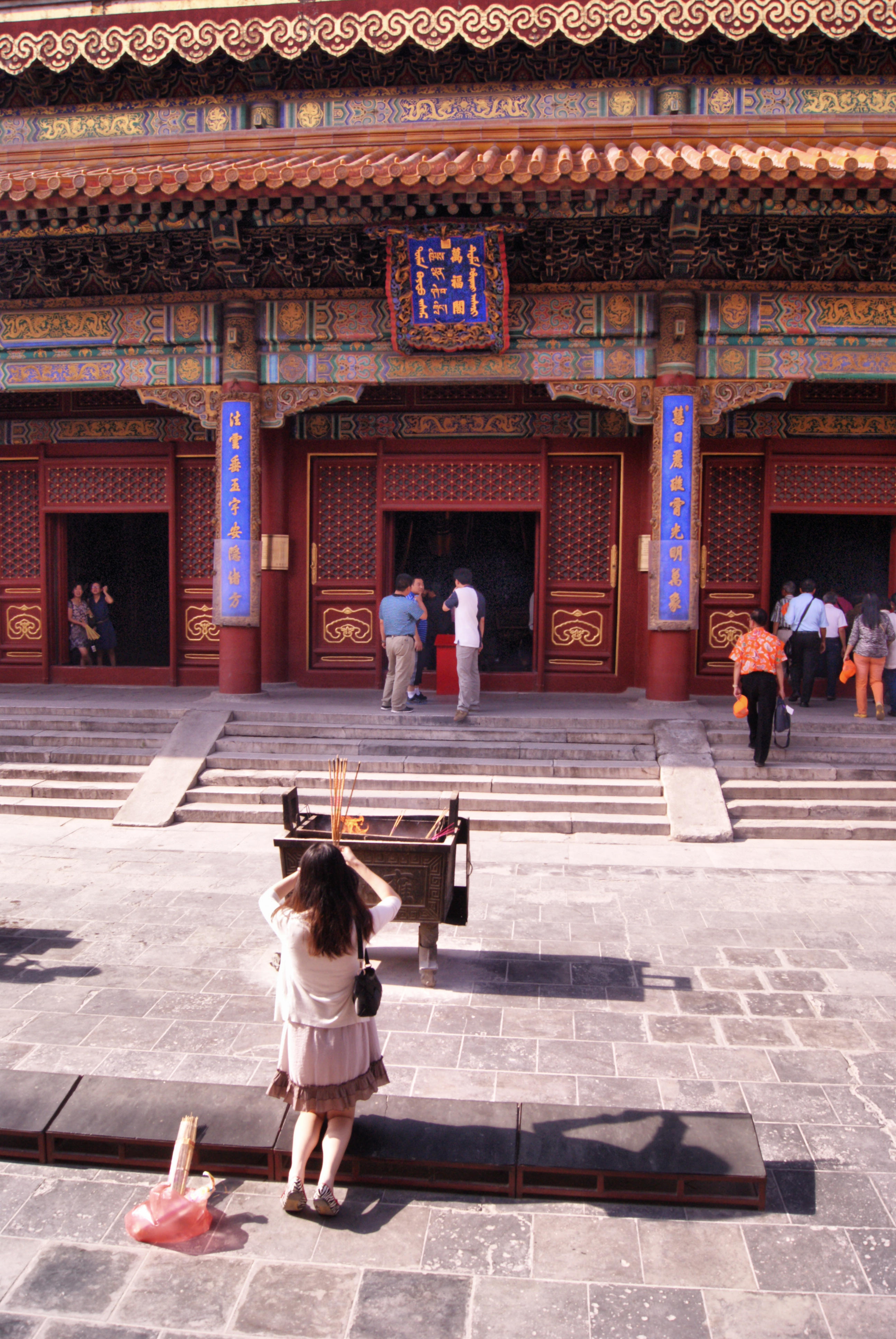
万福閣